# بافت روستای ترک‌آباد
بافت روستای ترک آباد مربوط به ۷۴۷ ه.ق به بعد است و در شهرستان اردکان، بخش مرکزی، روستای ترک آباد واقع شده و این اثر در تاریخ ۲ بهمن ۱۳۸۲ با شمارهٔ ثبت ۱۰۸۴۱ به‌عنوان یکی از آثار ملی ایران به ثبت رسیده است.